# التعامل مع السلوك السيئ للطفل
إذا كان الطفل يعاني من مرحلة ضمنيه تؤثر على سلوكياته يجب تحديدها ومعالجتها من اجل منع تكرار السلوك السيئ أو اعطاء الطفل فرصة أكبر لتلقي المساعدة.

## طرق تعديل السلوك السيئ للطفل
•الشكر : هي إحدى الوسائل المتبعة للتعامل مع الاطفال واستخدام كلمة الشكر عند التعامل مع الطفل يبين له قيمة الذي يفعله ويشعره بالاهتمام به.
•تجاهل بعض التصرفات: خبرة الأطفال قليلة لذلك فمن صفاتهم ا انهم كثيرو الخطأ والاطفال يتعلمون من اخطئتهم، ويجب التمييز بين السلوكيلت الخاطئة وبين السلوك العابر الخاطئ حيث ان بعض السلوكات التي يقوم بها الطفل مجرد لفت انتباه وان تجاهل بعض السلوكيات التي يقوم بها تساعد على تلاشيها ومع وجود التسامح يفهم الطفل ان لفت النظر السلوك الخاطئ ليس امر مجديآ.
•مساعدة الطفل على تعلم تحمل العواقب نتيجة السلوك الخاطئ: 
تحمل الطفل نتائج السلوك الخاطئ واحدة من طرق تعديل السلوك لان الطفل يتعلم من خلالها الانضباط الذاتي.
•المحفزات والمكافأة: ان التحفيز سواء كان مباشر أو غير مباشر لسلوكيات الأطفال يساعده على استمرار السلوك الجيد وتكراره.
•التذكير: عادتآ مايقوم الطفل بالسلوكيات السيئة ويتبعها كلمة (نسيت) لان في العادة الطفل ينسى لذلك يحتاج للتذكير بهدوء وصبر.
•عقد اجتماع الاسرة : يأتي عمل مثل هذا النوع من الاجتماعات بهدف مناقشة قوانين وانظمة البيت التي تعمل على التفاهم بين الطفل والاهل.

## دور الاهل في التعامل مع السلوك العدواني عند الطفل
دعم الطفل واعطاءه كم كبير من الاهتمام والدعم النفسي، وعدم تركه وحده لمواجهة الامور الصعبة بل توجيهه ان يكون في الطريق الصحيح وعدم جعل الطفل يفكر في هذه الامور بشكل كبير من خلال وضع مشتتات، وعدم منعه من البكاء حتى لا تتراكم الصدمة وتشجيعهم على الحديث عن مشاعرهم، وعلى الاهل مراقبة تصرفات اطفالهم واعطاء الثقة لديهم ومحاولة عدم تغيير اسلوب البيئة المحيطة بقدر المستطاع.

## العوامل المؤثرة على العدوان
1- حاجة الطفل إلى الاهتمام 
2- الانتقام
3-  هرمون ذكوري: ان نسبة العدوان لدى الذكور اعلى من الإناث 
4- وسائل الاعلام.
- 《يشير البحث الذي قام به، Hugh hartsshorne and maller عام 1929، حول السلوك الاخلاقي لحوالي (11000) طفل في العديد من الحالات المتضمنة للعمل في الفصل والواجبات المنزلية والالعاب الجماعية والمسابقات الرياضية، قد اعطيت للاطفال فرص للكذب والغش والسرقة في ظروف كانت تشاهد دون علمهم وقد لوحظ ان هناك قدرا كبيرا من عدم الاتساق في سلوك الأطفال، مثال لم يكن من الممكن من الباحثين التنبؤ بما إذا كان الطفل الذي غش في الامتحان سيغش في امتحان اخر، في بعض الاحيان يتصرفوا بشكل مختلف في موقف مختلف، فان مواقف الأطفال متنوعة ومعقدة واحيانآ متناقضة.》

*(السرقة):
قد يسرق الطفل المال لانه محروم منه، وقد يسرق المال لشراء هذه الاشياء، وقد يسرق لتقليد زملائه، وقد يسرق ليكون مساويآ لاخيه الأكبر أو اخته، وقد يسرق لاظهار شجاعته، بسبب الخوف ويمكن سرقته بسبب مرض عقلي أو مرض نفسي.
*(التعزيز): وهذا لتقوية السلوك المناسب أو زيادة احتمالية التكرار في المستقبل عن طريق إضافة محفزات ايجابية أو ازاله المثيرات السلبية بعد حدوث الوظيفة لا يقتصر على زيادة احتمالية تكرار السلوك في المستقبل فقط له تأثير نفسي ايجابي مثل حسنآ. 
*(الكذب): 
الأطفال الصغار من سن 4 إلى 5 سنوات يلجأون إلى اختلاق القصص والحكايات الكاذبة وهذا سلوك طبيعي لانهم يستمتعون بالقصص ويلفقون قصصآ من اجل المتعة لان هذه الاطباق يجهلون الفرق بين الحقيقة والخيال.

## أسباب السلوك السيئ لدى الطفل
الأطفال الصغار يحتاجون للتصرف خارج المسموح لعدة اسباب معظمها تدور حول لفت الانتباه، إذا كان طفلك يتصرف بسلوك سيئ للفت انتباهك، يكون في اغلب الاحيان راغبا في ان تعيريه انتباهك بصورة زائدة، كالبالغين نحن نأخذ السلوك الجيد كأمر طبيعي جدا، ونعلق فقط عندما يقوم الطفل بتصرف خاطئ.

## توجيهات وارشادات
إرشادات إلى القائمين على رعاية الطفل وتربيته نحو تربية اخلاقية أفضل:
•غرس القيم الاخلاقية بين الأطفال.
•يجب على الاباء والمعلمين ان يكونو قدوة للاطفال.

•الاهتمام بوسائل الاعلام التي يشاهدها الطفل.
•توفير الكتب والمجلات في المكتبات العامة التي تساعد الاباء والمدرسين على تطوير القيم الاخلاقية لاطفالهم.